# NGC 7325
NGC 7325 é uma estrela dupla na direção da constelação de Pegasus. O objeto foi descoberto pelo astrônomo Herman Schultz em 1865, usando um telescópio refrator com abertura de 9,5 polegadas. 